# Česka Televize

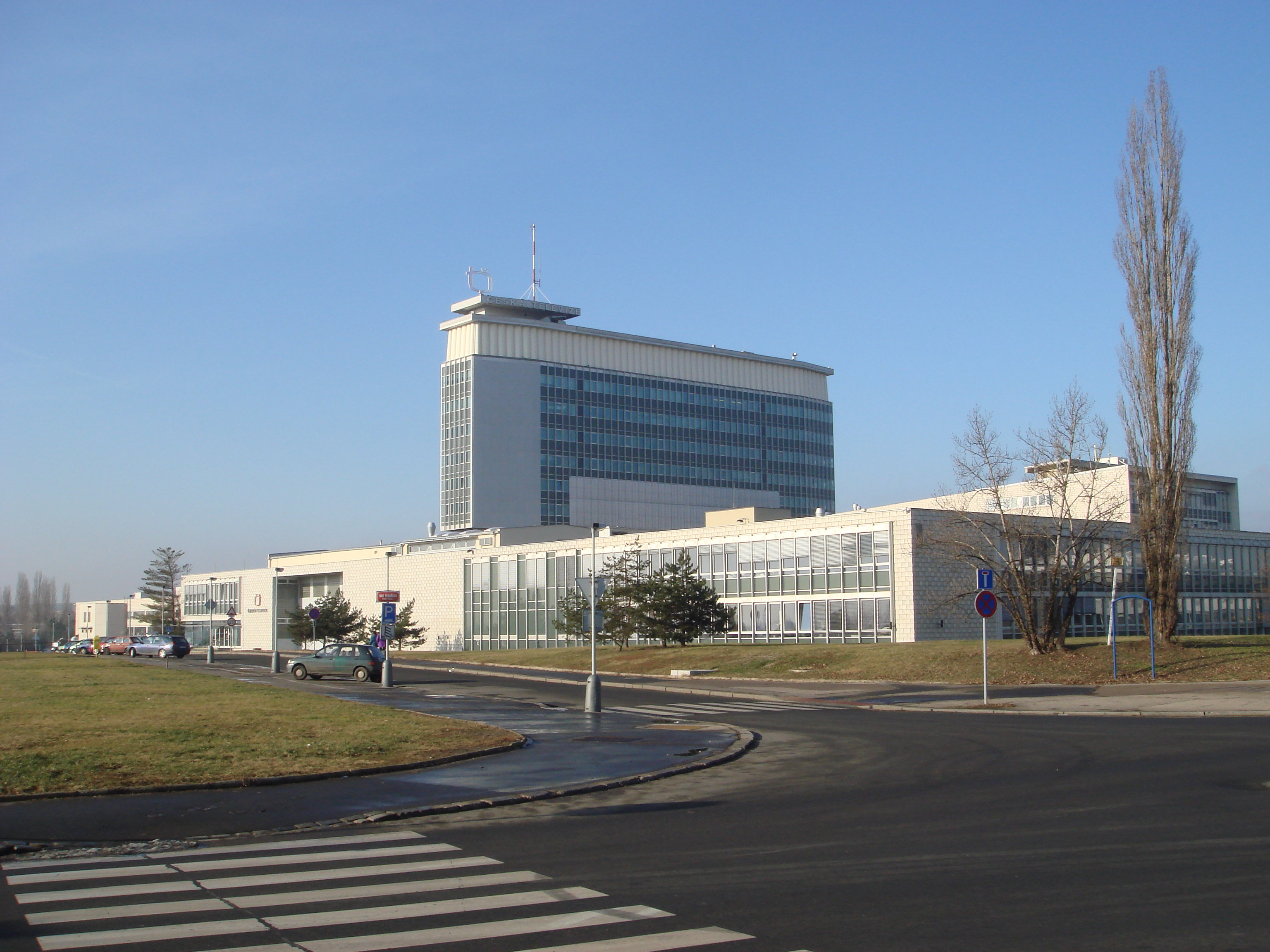
Sede da emissora em Praga

Česká televize (em português: Televisão Checa) é uma emissora da República Checa, que está dividida em 4 canais: ČT1, ČT2, ČT24, ČT4 SPORT e o ČTHD, da qual tem os programas em HD. É o maior canal público da República Checa.
A estação é financiada através de taxas de concessão de televisão que são pagas por todas as famílias e entidades legais que possuem uma televisão ou qualquer forma de receptor de sinal de televisão. As taxas de concessão estão atualmente fixadas em 135 kč por mês (cerca de 5 euros) desde 2008 e devido à persistente inflação positiva, seu valor real está diminuindo a cada ano. Além disso, o número total de receptores diminuiu em 88 mil de 2010 a 2020 e, portanto, reduziu a receita anual em 143 mil coroas. As taxas de televisão são a principal fonte de financiamento da televisão checa e são usadas principalmente para programas de produção e transmissão. Eles representam mais de 90% da receita da televisão de acordo com a estimativa orçamentária em Y2020. A receita adicional é obtida por meio de publicidade onde é menos bem-sucedida do que as estações de televisão comerciais, porque é restrita por lei e receita de outras atividades comerciais (colocação de produtos, venda de direitos de conteúdo, patrocínio etc.). Durante 2004 e 2005, a organização pressionou o governo tcheco para aumentar a taxa de licença para que a publicidade pudesse ser eliminada, mas mesmo após vários aumentos, a publicidade ainda permanece em alguns canais com certas limitações.

## História
O antecessor direto do Česká televize foi (desde 1 de maio de 1953 na televisão), da Checoslováquia (Československá televize, CST).
Česká televize foi fundada em 1 de janeiro de 1992 sob a Lei da Televisão Checa como um serviço público de radiodifusão. É transmitido no canal CTV antigo e notícias produzidas para canal de F1 (federal) do serviço de televisão comum Checoslováquia até o final de 1992, quando a Checoslováquia pacificamente dissolvida na República Checa e da Eslováquia e da CST foi abolido.
De 1 de Janeiro de 1993 a Fevereiro de 1994, três canais de transmissão, na República Checa, até uma freqüência foi dado à nova estação de TV comercial Nova.
Novos canais (ČT24 canal de notícias e esportes CT4 canal) foram adicionados em 2005 e 2006 por causa de radiodifusão digital terrestre planejado. ČT24 foi ao ar em 2 de maio de 2005 e CT4 (anteriormente CT4 Sport), em 10 de fevereiro de 2006.

### Crise na TV Tcheca
A "crise da TV checa" ocorreu no final de 2000 e durou até o início de 2001 como uma batalha pelo controle da radiodifusão, que incluiu interferência e acusações de censura. Durante a crise da Televisão Checa, repórteres de TV Checa organizado uma disputa industrial por encenar um sit-in e ocupando o estúdio de notícias e rejeitou as tentativas de Bobošíková para demiti-los. Eles foram apoiados em seu protesto por políticos como o então presidente Václav Havel e por celebridades Checa, mas cada vez que eles tentaram ar suas transmissões de notícias, Jana Bobošíková e Jiří Hodac atolaria a transmissão ou com uma "falha técnica" de leitura de tela: "Um sinal não autorizado tenha entrado neste transmissor. Broadcasting vai retomar em alguns minutos", ou com seus próprios noticiários featuring Jana Bobošíková e uma equipe que tinha contratado para "substituir" os membros do pessoal que tinha procurado para finalizar. A crise da Televisão Checa finalmente terminou no início de 2001, após a saída de TV checa de Hodac e Bobošíková, sob pressão por parte dos participantes de demonstração de rua e, a pedido do Parlamento tcheco, que tinha realizado uma sessão de emergência devido à crise.

## Canais
| Logótipo | Canal    | Descrição | Fundação                          |
| -------- | -------- | --- | --------------------------------- |
|          | ČT1      | É o canal principal da Česka Televize, generalista, virado para a familiar, filmes nacionais, programação infantil, notícias e documentários.                                                                                    | 1 de maio de 1953 (71 anos)       |
|          | ČT2      | É o canal secundário da Česka Televize, focada em documentários, sobretudo de David Attenborough. Este canal também frequentemente mostra filmes estrangeiros na versão original com legendas em checo, e eventos desportivos.   | 10 de maio de 1970 (54 anos)      |
|          | ČT24     | É o canal de notícias da Česka Televize. Tem informação 24 horas, com cobertura em todo o mundo. Na República Checa este canal é de TV por cabo e Via satélite.                                                                  | 2 de maio de 2005 (19 anos)       |
|          | ČT Sport | É o canal desportivo da Česka Televize. A ČT Sport também é um canal de TV por cabo na República Checa. | 10 de fevereiro de 2006 (19 anos) |
|          | ČT Déčko | É o canal infantil da Česka Televize, focada na programação para crianças dos 2 aos 12 anos. ČT art transmite das 6h às 20h, e compartilha a sua frequência com o canal infantil ČT art, que usa as horas restantes.             | 31 de agosto de 2013 (11 anos)    |
|          | ČT art   | É o canal cultural da Česka Televize, focada na programação temática, virada para as arte e a cultura. ČT art transmite das 20h às 6h, e compartilha a sua frequência com o canal infantil ČT Déčko, que usa as horas restantes. | 31 de agosto de 2013 (11 anos)    |

### Canais extintos
| Logótipo | Canal | Descrição | Fundação                                                                                  | Extinção                                                                                       |
| -------- | ----- | --- | ----------------------------------------------------------------------------------------- | ---------------------------------------------------------------------------------------------- |
|          | ČT3   | Inicialmente dedicada a programas em língua estrangeira, o canal ressurgiu em 2020, durante a pandemia de COVID-19 e agora pretendia ser um canal nostálgico, a fim de ajudar as gerações mais velhas a lidar com o isolamento, recorrendo a conteúdos de arquivo. Encerrou oficialmente em 2022, devido a cortes financeiros. | 1 de janeiro de 1993 (32 anos) (originalmente) 23 de março de 2020 (4 anos) (restauração) | 31 de dezembro de 1993 (31 anos) (originalmente) 31 de dezembro de 2022 (2 anos) (restauração) |